# Vigilante 8: 2nd Offense
Vigilante 8: 2nd Offense é um jogo de combate veicular de 1999 desenvolvido pela Luxoflux e publicado pela Activision para PlayStation, Dreamcast e Nintendo 64. é a sequência de Vigilante 8.

## Jogabilidade
Assim como em Vigilante 8, os jogadores controlam um veículo e eliminam todos os outros veículos na arena com o uso de armas e atualizações. O jogador pode escolher jogar através de um modo história, Modo Quest, ou jogar com um número variado de bots no modo Arcade. O jogo também oferece um novo modo cooperativo para dois jogadores e um modo Grand Melee Deathmatch, no qual o jogador suporta ataques de vários oponentes de IA. Second Offense introduziu o sistema "Salvage Points", que permite ao jogador atualizar seu veículo coletando Salvage Points de oponentes destruídos, melhorando as habilidades de ataque, defesa, velocidade e mira do veículo. A aparência externa do veículo é alterada com mais Salvage Points e se transforma em um design completamente diferente quando é totalmente atualizado. Ícones especiais espalhados pela zona do jogo permitem que o jogador melhore a mobilidade em certos ambientes, como hover pods, esquis e motores de popa. As cinco armas padrão do jogo original – minas, foguetes, canhões automáticos, mísseis teleguiados e morteiros – agora são acompanhadas por lança-chamas, com cada arma agora capaz de executar três ataques especiais usando movimentos no controle. Os modos de combate Totaling e Whammy do primeiro jogo também são mantidos, assim como o conceito de estágios com recursos interativos.
Completar objetivos secundários no Modo Quest também ajudaria a desbloquear personagens secretos. Além de poder tocar CDs de música, o jogador também pode acessar os níveis do Vigilante 8 para partidas multijogador inserindo o disco do jogo

## Enredo
O jogo se passa em setembro de 1977, dois anos após os eventos de Vigilante 8. O sudoeste dos Estados Unidos tornou-se pacífico após a derrota dos Coiotes, mas o Regime da Aliança do Monopólio do Petróleo (OMAR) continua a dominar a maior parte do mercado mundial de petróleo, até o século 21. Com o novo líder dos Coyotes, Slick Clyde, liderando o OMAR durante o crepúsculo de sua vida em 2017, Clyde acha que o fracasso em conquistar a América (que adotou energia nuclear e limpa) seria seu maior erro. Ele planeja mudar a história roubando protótipos de máquinas do tempo do laboratório de física quântica da Universidade de Stanford, viajar de volta à década de 1970 e eliminar os Vigilantes para garantir a supremacia de OMAR.

### Personagens
Muitos dos personagens que apareceram anteriormente em Vigilante 8 retornam ao jogo e são acompanhados por um elenco de novos personagens. No entanto, nem todos os personagens jogáveis têm sua própria campanha no Modo Quest.
Os protagonistas do jogo são os Vigilantes, que foram praticamente dissolvidos após os eventos do primeiro jogo. Seu líder, Convoy, casou-se com o ex-Coyote Houston e agora dirige uma empresa de caminhões, mas aparentemente é morto em uma emboscada em 17 de setembro de 1977, presumivelmente pelos Coyotes. Também retornando do primeiro jogo como membros dos Vigilantes estão o jogador que virou caçador de recompensas John Torque e a sobrinha de Convoy, Sheila. Os Vigilantes se juntam ao Flying All-Star Trio (Team FAST), dublês negros em busca de sua irmã desaparecida, e Dave's Cultsmen, um trio de seguidores hippies que idolatram o personagem Dave do Vigilante 8.
O principal antagonista do jogo é o ex-Vigilante Slick Clyde, que se tornou o novo líder dos Coyotes depois de encontrar a antiga braçadeira de controle mental de Houston. Seus subordinados são o órfão japonês Obake, cujo nome verdadeiro é Keiko Uzumi, e o ciborgue Dallas 13, que na verdade é o amigo íntimo de Uzumi, Darius, que desapareceu após um erro durante o assalto à Universidade de Stanford. A ex-amante de Sid Burn, a contrabandista de armas Nina Loco, é uma nova adição aos Coyotes, tendo salvaguardado a maioria das armas avançadas que roubaram no primeiro jogo. Boogie e Molo são os únicos Coyotes que retornam do primeiro jogo; Nina tira Boogie da prisão, enquanto Clyde liberta Molo, que está sendo transportado para um centro correcional por um ônibus da prisão, dando-lhe o ônibus como seu veículo pessoal.
O jogo também apresenta uma terceira facção, os Drifters: indivíduos que de alguma forma são pegos na guerra Vigilante-Coyote, mas não são afiliados a nenhuma das facções. Eles incluem o agente da Polícia de Chrono (ChronoPol) R. Chase, que está investigando as atividades de Clyde e OMAR; a ex-agente do FBI Chassey Blue, cuja carreira em Hollywood está em frangalhos após um escândalo que o Bureau planejou para colocá-la de volta no trabalho; o ex-astronauta da NASA Bob O; Xamã nativo americano Terra Empoeirada; pregador do juízo final Padre Destino; e O Homem do Lixo.

### Final
Tal como acontece com o jogo anterior, cada personagem jogável com uma campanha do Modo Quest tem seus próprios finais, e cada um desses finais está conectado para contar toda a história.
Dallas 13 captura Houston, que revida e o mata. Usando a máquina do tempo de Dallas 13, Houston volta para impedir que Convoy caia de um penhasco enquanto os Coyotes atacam. Convoy ativa canhões especiais em seu caminhão e vai para a batalha. Os irmãos da Equipe FAST se reúnem com sua irmã Houston, que eles nunca viram desde 1973, quando ela foi sequestrada de uma aula de ginástica (presumivelmente por agentes da OMAR).
Mais tarde, o agente R. Chase encurrala um desafiador Slick Clyde. O líder Coyote revida e está prestes a matá-lo até que Obake incapacita Clyde e sai com ele através do túnel do tempo. Agora, em 2017, Slick acorda em seu carro com Obake ao volante. Tendo descoberto a verdade sobre a verdadeira identidade de Dallas 13 e como Clyde matou seus pais, ela manobra o carro carregado de bombas em rota de colisão com a sede da OMAR, onde Slick morre na explosão. O colapso de OMAR leva Uzumi a se apresentar e revelar a tecnologia de energia limpa de seu pai para o mundo. Amuado por não ter prendido Clyde, Chase quebra seu distintivo ChronoPol e finalmente conhece sua paixão de infância, Chassey Blue (que também jogou fora sua identidade do FBI). Como seu distintivo ChronoPol é destruído, Chase é declarado AWOL, e ele sai com Chassey enquanto outros agentes ChronoPol vão atrás deles.
Sheila entra na Academia do FBI com a bênção de Chassey e se forma. Sua primeira missão é derrubar Molo, que pensou que Chassey o estava perseguindo.
Sob o disfarce de uma vítima de acidente de trânsito, o Garbage Man foge com o rover lunar de Bob O. O Homem do Lixo é revelado como o personagem secreto do Vigilante 8, Y The Alien, que então canibaliza o rover para obter peças para sua nave espacial. Bob O, revelado como um chimpanzé de laboratório da NASA, junta-se a Y e pula na nave espacial quando ela está prestes a ser lançada.
Padre Destino é vaporizado quando um portal aparece no decorrer de suas orações e dispara uma rajada de fogo nele.
Com a segunda derrota dos Coiotes, Nina decide dar as armas pesadas restantes do Sítio 4 a uma gangue mexicana e se encontrar com eles para a recompensa. No entanto, o carregamento é na verdade uma bomba que destrói a limusine da gangue. Esperando fugir, Nina para quando encontra John Torque, que bloqueou a estrada e está prestes a capturá-la. Depois de esconder Nina no porta-malas de seu carro, Torque vai para a prisão mais próxima para coletar sua recompensa. Mais tarde, ele muda de ideia e vai para uma ilha paradisíaca para passar férias, onde Convoy e Houston se juntam aos dois.

## Desenvolvimento
Vigilante 8: 2nd Offense foi anunciado em 1998, inicialmente com o título Vigilante 12, referindo-se aos quatro personagens adicionais do jogo em comparação com os oito personagens de seu antecessor. Um ônibus escolar foi apresentado no jogo durante o desenvolvimento, mas a Activision esperava substituí-lo por um ônibus de prisão por causa da "sensibilidade à violência". A versão do Nintendo 64 teve problemas de produção em seu desenvolvimento, mudando a data de lançamento para janeiro e depois fevereiro de 2000.

## Mídia impressa
A Brady Games lançou um guia oficial de estratégia em 6 de dezembro de 1999. Escrito por Bart Farkas, o guia apresenta todas as informações sobre os personagens, orientações e códigos de trapaça para todos os três lançamentos do jogo.
Além disso, a Chaos! Comics uniu forças com a Activision para lançar uma revista em quadrinhos Second Offense. A revista detalha ainda mais elementos da trama que mal foram abordados no jogo, como as consequências do assalto à Universidade de Stanford e o resgate de Boogie por Nina. Embora tenha havido uma edição de pré-visualização, a série não avançou após a edição nº 1.

## Recepção
As versões para PlayStation e Dreamcast receberam críticas "favoráveis", enquanto a versão para Nintendo 64 recebeu críticas "médias", de acordo com o site de agregação de crítica, GameRankings. A IGN disse que a versão para PlayStation melhorou em termos de variedade de carros e ambientes, motor de física e jogabilidade, mas as missões parecem banais, acrescentando que o jogo também superou Twisted Metal 4. Joe Fielder do GameSpot elogiou o sistema de atualização da mesma versão do console e a variedade de músicas na trilha sonora do jogo, mas não aprovou tanto o modelo de física "agravado" e os gráficos, que são exatamente os mesmos do primeiro jogo. GameSpot e Game Informer deram críticas positivas à versão do Nintendo 64 enquanto ela ainda estava em desenvolvimento. No entanto, Greg Orlando do NextGen resumiu a análise da versão Dreamcast em apenas três palavras: "Nós nos ofendemos." No Japão, onde a versão para PlayStation foi localizada e publicada pela Syscom sob o nome Vigilante 8: 2nd Battle (ヴィジランテ8 〜セカンドバトル〜, Vijirante 8 〜Sekando Batoru〜) em 24 de fevereiro de 2000, seguido pela versão Dreamcast em 23 de março, a Famitsu deu uma pontuação de 29 de 40 para o primeiro, e 25 de 40 para o último.
dragão de quatro olhos de GamePro disse, "como o primeiro de seu tipo no gênero de combate de veículos no dreamcast, Vigilante 8: 2nd Offense rasga a estrada com caos automotivo extremo e divertido. Não perca este jogo — é a batalha de carros dos campeões." em uma análise, dan elektro disse sobre a versão nintendo 64, "quando se trata de direção rápida e tiro mais rápido, vigilante 8: 2nd Offense tem sucesso como nenhum outro jogo N64. Vale a pena a viagem." Em outra análise, The Freshman disse sobre a mesma versão de console: "O primeiro V8 foi revolucionário, e a versão DC de Second Offense parece muito boa, mas esta encarnação em particular poderia usar um pouco de trabalho. Se você precisa ter todos os jogos de combate de carros que existem, compre este, mas a maioria dos jogadores encontrará outros jogos que satisfazem melhor sua vontade de destruir." em uma análise, dan elektro disse sobre a versão para playstation, "com uma mistura de personagens antigos e novos, novos níveis selvagens e a vantagem da retrospectiva, vigilante 8: 2nd Offense despeja poder. Este ano, é o suficiente para levar a coroa de combate de carros." em outra análise, ibot disse sobre a mesma versão de console, "na batalha de jogos de combate veicular, vigilante 8: Second Offense oferece uma competição acirrada para Twisted Metal 4, e os controles superiores e os extras futuristas do V8 farão você voltar por segundos."
apesar das críticas positivas, vigilante 8: 2nd Offense não conseguiu vender bem contra seu concorrente, Twisted Metal 4. Em outubro de 2000, a Activision se recusou a comentar sobre um relatório de que não tinha planos de continuar a série no PlayStation 2 ou em qualquer outro console novo.

## Ligações Externas
- Vigilante 8: 2nd Offense/
- Vigilante 8: 2nd Offense. no IMDb.